# ФК Ростов
ФК Ростов (рус. Футбольный клуб „Ростов") је руски фудбалски клуб из града Ростов на Дону. Тренутно се такмичи у Премијер лиги Русије. Домаће утакмице игра на стадиону Олимп 2.

## Историја
Клуб је основан 10. маја 1930, и првобитно се звао Селмашстрој (рус. Сельмашстрой). Они су 1936. преименовани у Селмаш и 1941. у Трактор. Затим 1953. клуб мења име у Торпедо, а од 1957. је носио име Ростселмаш. Од 2003. клуб носи данашњи назив ФК Ростов.

## Трофеји
- Куп Русије
  - Освајач (1) : 2013/14.

## Познати играчи и тренери
- Миодраг Божовић (тренер)
- Михајло Пјановић
- Алберт Нађ
- Ивица Краљ
- Душан Анђелковић
- Милош Крушчић
- Стипе Плетикоса